# Stadionul Motorul (Arad)
 (décembre 2016).
Si vous disposez d'ouvrages ou d'articles de référence ou si vous connaissez des sites web de qualité traitant du thème abordé ici, merci de compléter l'article en donnant les références utiles à sa vérifiabilité et en les liant à la section « Notes et références ».
Pour les articles homonymes, voir Stadionul Motorul.
Le Stadionul Motorul est un stade de football situé à Arad en Roumanie.
Le stade est situé dans le quartier d'Aradul Nou dans la ville d'Arad, sur le chemin de Timișoara. Il est desservi par la ligne 3 du tramway, station Caraiman.
Il sert de stade temporaire pour le club de football de l'UTA Arad, jusqu'à la finalisation du nouveau stade Francisc von Neumann. Le stade possède une capacité de 2.000 places, une tablette de marquage électronique et un terrain d'entraînement situé derrière la deuxième tribune.